# Disco de Newton

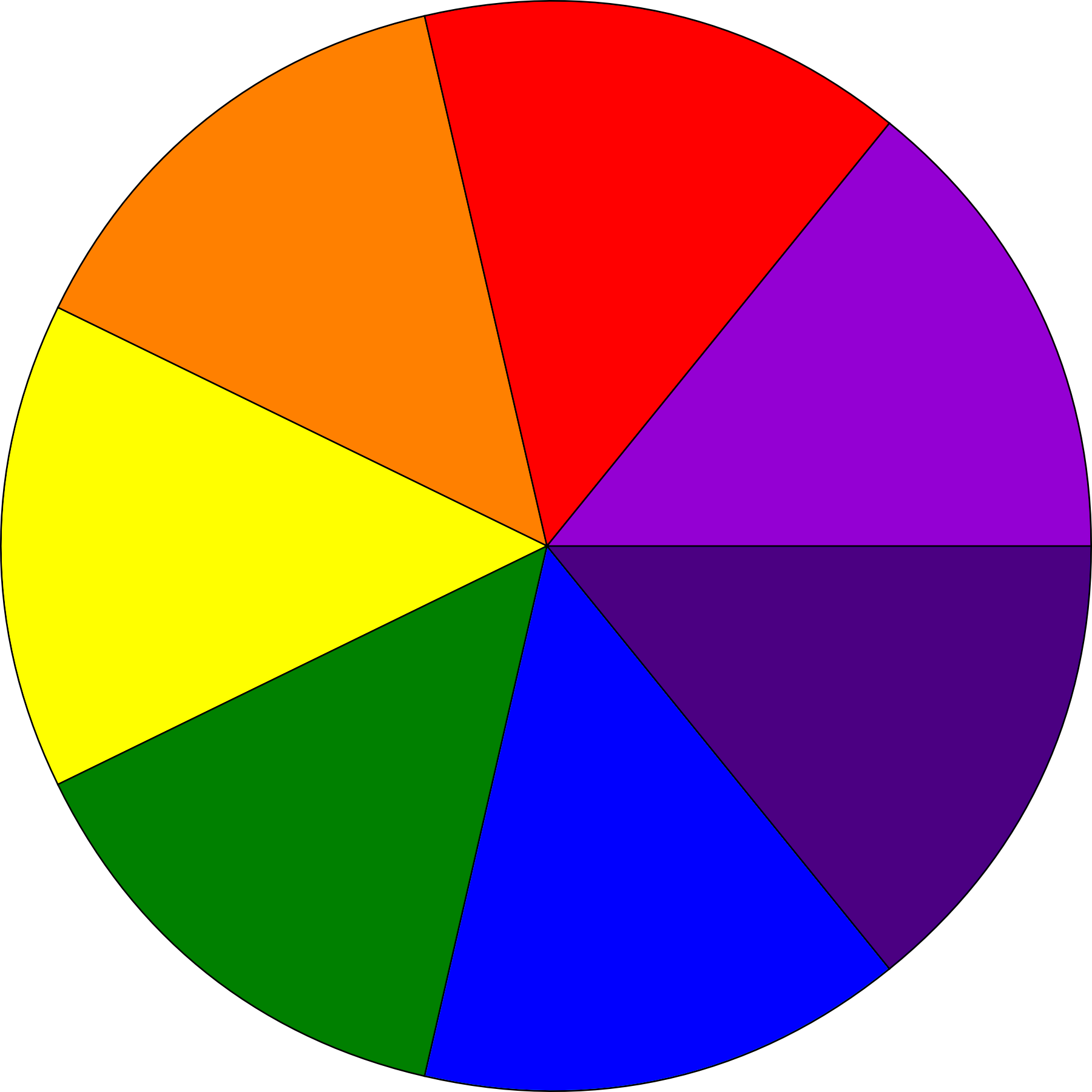
Um disco de Newton

Disco de Newton é um dispositivo utilizado em demonstrações de composição de cores. Recebeu esse nome pelo fato do físico e matemático inglês Sir Isaac Newton ter descoberto, por meio de experimentos com prismas, que a luz branca do Sol é composta pelas cores do arco-íris.
Ao entrar em movimento, cada cor do disco de Newton se sobrepõe na nossa retina, dando a sensação de mistura. Com velocidade suficientemente rápida e com as cores que compõem o arco-íris, o fenômeno de sobreposição ocorre, produzindo a ilusão de que o disco aparenta estar esbranquiçado.
No manuscrito Of Colours de 1666, em que Newton apresenta vários resultados de seus experimentos com a decomposição da luz, não há nenhuma menção ao número de cores do espectro. No entanto, em seu experimento 63 são citadas dez cores: violeta extremo, violeta intenso, índigo, azul, verde, a fronteira entre verde e amarelo, amarelo, laranja, vermelho e vermelho extremo. Já em seu livro Opticks, publicado em 1704, são citadas sete cores: vermelho, laranja, amarelo, verde, azul (ciano), índigo (azul escuro) e violeta.